# پلوتونیم
پلوتونیوم (به انگلیسی: Plutonium)، یک عنصر شیمیایی رادیواکتیو و فلزی است که نماد آن Pu و عدد اتمی آن ۹۴ می‌باشد. جرم اتمی این عنصر ۲۴۴٫۰۶ بوده و چگالی آن ۱۹٫۸۰۰ کیلوگرم/متر مکعب می‌باشد. این فلز خاکستری-نقره ای رنگ از دسته عناصر آکتینیدها می‌باشد که در مجاورت با هوا اکسیده و سطح آن کدر می‌شود. این عنصر به صورت طبیعی دارای ۶ دگرشکلی یا آلتروپی و ۴ عدد اکسایش می‌باشد و با عناصر کربن، هالوژن‌ها، نیتروژن، سیلیکون و هیدروژن واکنش نشان می‌دهد. پلوتونیوم در هنگام قرار گرفتن در هوای مرطوب، اکسیده و هیدراته می‌شود و حجم آن تا ۷۰٪ افزایش خواهد یافت که باعث می‌شود سطح خارجی آن پوسته پوسته شود و تبدیل به پودری آتش زا شود. پلوتونیوم عنصری رادیواکتیو است و در مواجه شدن اشعه آن با بدن می‌تواند در استخوانها جمع شوند که همین امر باعث خطرناک بودن استفاده از آن می‌شود.
پلوتونیوم در تاریخ ۱۴ دسامبر ۱۹۴۰ توسط گلن سیبورگ، ادوین مک‌میلان، ژوزف دبلیو. کندی و آرتور وال از طریق بمباران دوترونی اورانیوم-۲۳۸ در سیکلوترون (شتاب‌دهنده ذرات مدور با قطر ۱/۵ متر (۶۰ اینچ) آزمایشگاه تشعشع دانشگاه کالیفرنیا، برکلی کشف شد. در این آزمایش ابتدا عنصر نپتونیوم-۲۳۸ با طول عمر (۲/۱ روز) ایجاد می‌شود و سپس از طریق واپاشی بتا تبدیل به عنصر جدید با عدد اتمی ۹۴ و وزن اتمی ۲۳۸ (با نیمه عمر ۸۸ سال) می‌شود. از آنجا که اورانیوم بعد از کشف سیاره اورانوس و نپتونیوم بعد از کشف سیاره نپتون نامگذاری شدند، پلوتونیوم هم بعد از کشف پلوتون (که در آن زمان در دسته‌بندی سیارات قرار داشت) نامگذاری شد. (پلوتون در منظومه شمسی بعد از نپتون قرار دارد). به علت ملاحظات زمان جنگ جهانی دوم، دانشگاه کالیفرنیا، برکلی تا سال ۱۹۴۸ از منتشر کردن این اکتشاف، خودداری کرد.
پلوتونیوم دارای بیشترین عدد اتمی است که به صورت طبیعی یافت می‌شود. مقادیر ناچیزی از آن در بقایای اورانیوم-۲۳۸ که نوترون حاصل از واپاشی دیگر اتم‌های اورانیوم-۲۳۸ اطراف را جذب کرده‌است دیده می‌شود. از سال ۱۹۴۵، پلوتونیوم به عنوان محصولی از فرایند گیراندازی نوترون و واپاشی بتا (فرایندی که نوترون‌ها در جریان شکافت هسته ای، اورانیوم-۲۳۸ را تبدیل به پلوتونیوم-۲۳۹ می‌کند)، بسیار رایج تر شده‌است.
تعداد ایزوتوپ‌های پلوتونیوم در زنجیره‌های واپاشی و در یک زمان مشخص، با استفاده از معادله بیتمن محاسبه می‌شود. دو ایزوتوپ پلوتونیوم-۲۳۹ و پلوتونیوم-۲۴۱ شکاف پذیر هستند به این معنی که می‌توانند واکنش زنجیره ای هسته ای واپاشی را ادامه دهند که موجب استفاده آن‌ها در تسلیحات هسته ای و رآکتورهای هسته‌ای می‌شود.

## ایزوتوپها
مهم‌ترین ایزوتوپ پلوتونیوم، پلوتونیوم ۲۳۹ بوده که نیمه عمر آن ۲۴۲۰۰ سال می‌باشد و به دلیل نیمه عمر کوتاه آن، رد بسیار ناچیزی از پلوتونیم به صورت طبیعی در معادن یافت می‌شود. پلوتونیوم ۲۳۹، در رآکتورهای هسته‌ای از اورانیوم ۲۳۸ و در مقیاس‌های بالا تولید می‌شود.
ایزوتوپ پلوتونیوم-۲۳۸ ساطع‌کننده اشعه آلفا می‌باشد که نیمه عمرش ۸۷ سال است. این خصوصیات آن را برای استفاده در تولید نیروی برق برای دستگاه‌هایی که می‌بایست بدون نگهداری مستقیم در مقیاس‌های زمانی حدوداً برابر عمر انسان کار کنند، مناسب می‌کند؛ بنابراین در مولدهای گرما-الکتریکی ایزوتوپی مانند آن‌هایی که نیروی کاوشگرهای فضایی گالیله و کاسینی-هویگنس را تأمین می‌کنند، کاربرد دارد.
همچنین پلوتونیوم چهار ظرفیت یونی را در محلول‌های آبی از خود نشاد می‌دهد: Pu+3 (آبی کمرنگ) Pu+4 ،PuO+ و PuO+2
ین PuO+ در محلول‌های آبی پایدار نیست و تناسبی با Pu+4 و PuO+2 ندارد. Pu+4 می‌تواند PuO+ را به PuO+2 تبدیل کرده و خودش به PuO+3 تبدیل شود و یک PuO+ و PuO+3 آزاد کند. پلوتونیوم ترکیبات دوتایی PuO و PuO2 را با اکسیژن شکل می‌دهد و با هیدرات‌های PuF3 ,PuF4 ,PuCl3 ,PuBr3 ،PuI3، کربن، نیتروژن و سیلیسیم در ترکیبات متغیر مداخله می‌کند. Puc ,PuN ,PuSi2 و اکسی هالیدها نیز شناخته شده می‌باشند: PuOCL ,PuObr ,PuOI

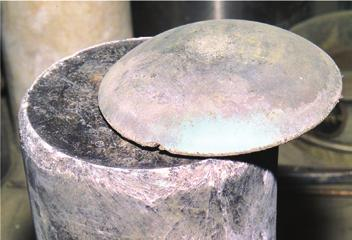
پلوتونیم یک عنصر مصنوعی است

## کاربردها

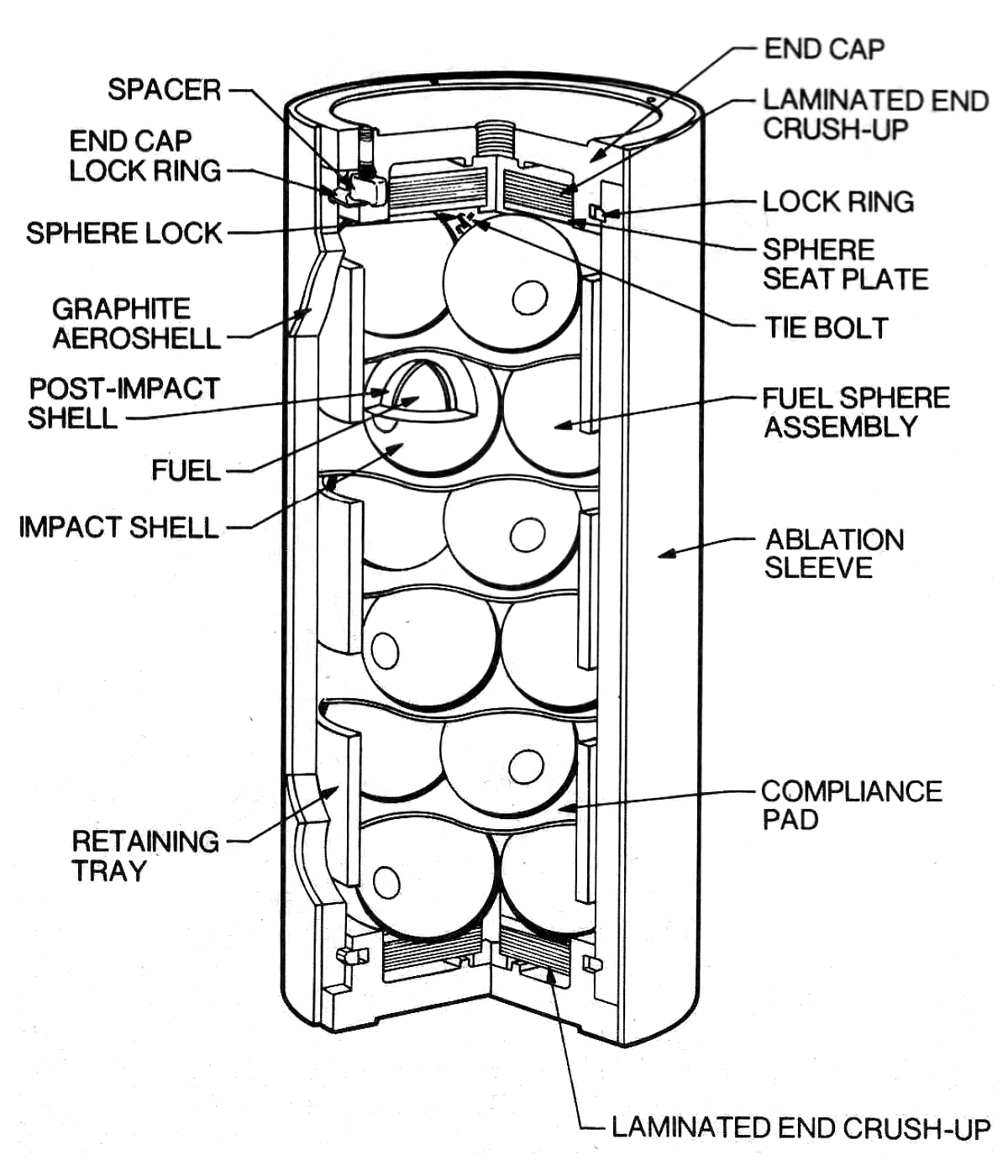
نمودار واحد منبع حرارت داخلی (بهنمودار واحد منبع حرارت داخلی (به شکل بسته بندی شده نشان داده شده است)، بخش مرکزی سه ژنراتور ترموالکتریک رادیو ایزوتوپی (RTG)، موجود در فضاپیمای وویجر 1 و وویجر 2.این شامل 24 عدد کره اکسید پلوتونیوم-238 فشرده است که در زمان پرتاب حدود 2400 وات انرژی حرارتی تولید می کند که گرمای فروپاشی پلوتونیوم است.در بیرون 312 جفت ترموالکتریک سیلیکون ژرمانیوم (SiGe) قرار داده شده است که برای تولید حدود 470 وات برق (در زمان راه اندازی) استفاده می شود و باقیمانده به عنوان گرمای اتلاف دفع می شود.

پلوتونیوم یکی از مواد مهم شکافت هسته‌ای در سلاح‌های هسته‌ای پیشرفته‌است. باید احتیاط لازم جهت جلوگیری از جمع شدن مقداری از پلوتونیوم که به جرم بحرانی نزدیک می‌شود به عمل آورد، چرا که این مقدار از پلوتونیوم خودبه خود واکنش‌های شکافت هسته‌ای تولید می‌کند. بدون توجه به محدود نشدن پلوتونیوم توسط فشار خارجی که برای یک سلاح هسته‌ای لازم است، پلوتونیوم می‌تواند خودش را گرم کرده و هر چیزی را که پیرامون آن را محدود می‌کند بشکند، جلوگیری شود. شکل ظاهری پلوتونیوم هم در این امر مؤثر است؛ بنابراین، باید از ایجاد اشکال فشرده مانند کره پرهیز کرد.
همچنین پلوتونیوم مخصوصاً نوع بسیار خالص آن، آتش زا بوده و به صورت شیمیایی با اکسیژن و آب واکنش می‌دهد که می‌تواند باعث انباشتگی هیدرید پلوتونیوم و یک ترکیب پیروفوریسیته شود، که ماده‌ای است که در دمای اتاق در هوا می‌سوزد. حجم پلوتونیوم به هنگام ترکیب شدن با اکسیژن بسیار افزایش می‌یابد و می‌تواند ظرف خود را بشکند بنابراین احتیاط‌های لازم برای حمل پلوتونیوم در هر شکل آن باید انجام شود، عموماً یک اتمسفر خشک و خنثی نیاز می‌باشد. علاوه بر این‌ها، خطرات رادیو اکتیوی نیز وجود دارد. خاک اکسید منیزیم مؤثرترین ماده برای فرونشاندن آتش پلوتونیوم می‌باشد. آن ماده مشتعل را مانند یک کاهنده دما (Heat Sink) سرد می‌کند و در عین حال از رسیدن اکسیژن به آن جلوگیری می‌کند. آب نیز در این مورد مؤثر است. در سال ۱۹۶۲ در کارخانه راکی فلتس در نزدیکی بولدر، کلرادو، یک آتش‌سوزی بزرگ پلوتونیومی رخ داد.
پلوتونیوم همچنین در ساخت جنگ‌افزار هسته‌ای و ساخت زهر (نه الزاماً مهلک) کاربرد دارد. توده‌های انباشته شده پلوتونیوم توسط اتحاد جماهیر شوروی و ایالات متحده آمریکا به وجود می‌آمد. از پایان جنگ سرد تمرکز بر نگرانی از گسترش تکنولوژی هسته‌ای به وجود آمد. در سال ۲۰۰۲، وزارت انرژی ایالات متحده آمریکا، ۳۴ تن از مواد پلوتونیوم را که برای ساخت سلاح‌های هسته‌ای استفاده می‌شد را از وزارت دفاع ایالات متحده آمریکا گرفت و از اوایل سال ۲۰۰۳ تصمیم گرفت که برای خلاصی از این اورانیوم‌ها، به تبدیل چندین نیروگاه هسته‌ای در آمریکا، از سوخت اورانیوم غنی شده به سوخت اکسید شده ترکیبی اقدام کند.

## خطرات
گاهی از پلوتونیوم با عنوان سمی‌ترین ماده شناخته شده بر انسان نام برده می‌شود و این در حالی است که یک توافق کلی در میان کارشناسان مبنی بر نادرست بودن این مطلب وجود دارد. تا سال ۲۰۰۳، تنها یک مورد مرگ انسان به علت مجاورت و ارتباط با پلوتونیوم وجود داشته‌است. رادیومی که به صورت طبیعی به وجود می‌آید حدوداً ۲۰۰ برابر سمی تر از پلوتونیوم است و برخی از توکسین‌های آلی مانند سم بوتولین میلیاردها برابر سمی تر از پلوتونیوم می‌باشند. به هر حال، حوادث بحرانی نیز وجود داشته‌است.
حمل بی‌ملاحظه ۶٫۲ کیلوگرم پلوتونیوم کروی در لس آلاموس، نیومکزیکو در ۲۱ اوت ۱۹۴۵، باعث انتشار دوز مرگبار تشعشع گردید. هری کی. داغلیان دوزی در حدود ۵۱۰ معادل انسانی رونتگن دریافت کرد، او ۴ هفته بعد درگذشت.
مرگ دیگری در سال ۱۹۵۸ در واحد غنی‌سازی اورانیوم لس آلاموس، نیومکزیکو روی داد. پلوتونیوم در یک مخزن مخلوط کن جمع شده بود. یک بار جدید هم به آن منتقل شد و در نتیجه ۸ کیلوگرم پلوتونیوم در مرکز مخزن جمع شد. یک کارگر در معرض تشعشع قرار گرفت و در کمتر از دو روز در گذشت.
حالت‌های سمی پلوتونیوم از نظر شیمیایی و پرتوشناسی، باید از خطرات پلوتونیوم متمایز شود. بسیاری از جنبش‌های ضد هسته‌ای و در ادامه جنبش‌های سیاست سبز از پلوتونیوم به عنوان خطرناک‌ترین ماده شناخته شده برای بشریت یاد کرده و تنها دلیلشان نقش مهلک آن در تولید سلاح‌های هسته‌ای می‌باشد.
احتمالاً اخلاط این دو دیدگاه است که باعث گزافه گویی‌های احساسی در خصوص سمی بودن پلوتونیم می‌شود. در سال ۱۹۸۹ نوشته‌ای از برنارد ال کوهن، این‌گونه بیان می‌کند که «خطرات پلوتونیوم خیلی آشکارتر و راحت تر از خطرات ناشی از مواد افزودنی به غذاها و همچنین حشره کش‌ها فهمیده می‌شوند و در مقایسه تنها یک مرگ در هر ۳۰۰ سال می‌تواند کم مایه بودن این نظر را اثبات کند؛ و علی‌رغم حقایقی که ما در اینجا ذکر کردیم و حقایق شناخته شده بر جامعه علمی افسانه سمی بودن پلوتونیوم همچنان ادامه دارد.»
بنابراین هیچ گونه شک و تریدی وجود ندارد که پلوتونیوم در صورت استفاده نادرست می‌تواند بسیار خطرناک باشد. پرتوی آلفا که پلوتونیوم از خود ساطع می‌کند نمی‌تواند به پوست نفوذ کند اما می‌تواند به اندام‌های داخلی در صورت تنفس یا خوردن پلوتونیوم آسیب برساند. ذرات بسیار کوچک پلوتونیم در صورت تنفس و رسیدن به ریه‌ها می‌توانت باعث به وجود آمدن سرطان ریه شود. مواد دیگر از جمله رایسین، سم بوتولینوم و سم کزاز در دوزهایی کمتر از یک میلی‌گرم، می‌توانند کشنده باشند، بنابراین پلوتونیوم از این نظر غیرعادی نیست. مقادیر قابل توجه بیشتر آن، در صورت بلع یا تنفس، می‌تواند باعث به وجود آمدن مسمومیت رادیویی حاد و مرگ شخص شود. در ژانویهٔ سال ۲۰۱۶ میلادی یک تیم تحقیق بریتانیایی فاش ساخت که آلکساندر لیتویننکو (مأمور سابق کاگ‌ب و مخالف سیاست‌های ولادیمیر پوتین) در سال ۲۰۰۶ به دستور ولادیمیر پوتین در لندن به قتل رسید و هیئت تحقیق وجود مقادیری پلوتونیم در قوری چای او را تأیید کردند. بسیاری از مردم مقدار قابل توجهی پلوتونیوم در بدن خود دارند.

## ویژگی‌ها
این فلز ظاهری نقره‌ای رنگ دارد و هنگامی که اکسید می‌شود رنگش تا حدی به زرد تیره می‌گراید. اگر مقدار زیادی از پلوتونیوم در جایی جمع شود به قدری گرم می‌شوند که نمی‌توان آن را لمس کرد و دلیل آن نیز ساطع کردن انرژی آلفا می‌باشد. مقادیر بیشتر گرمای لازم را برای جوشاندن آب به وجود می‌آورد. این فلز به سرعت در اسید هیدرویدیک یا اسید پرکلریک غلیظ، حل می‌شود. این فلز شش حالت آلوتروپیک با ساختارهای بلورین گوناگون از خود نشان می‌دهد که چگالی آن‌ها از ۱۶٫۰۰ تا ۱۹٫۸۶ متغیر است.